# Provincia de Namosi
Namosi es una de las cuatro provincias de la División Central del archipiélago de Fiyi. Tiene un área de 570 km², Según el censo de 2007 una población de 6,898 habitantes, por lo que es la menos poblada del país. 

## Economía
La provincia está ensayando la producción de energía hidroeléctrica con apoyo francés. En la provincia hay asimismo yacimientos de cobre.